# Bačko Dobro Polje
Bačko Dobro Polje (cyr. Бачко Добро Поље) – wieś w Serbii, w Wojwodinie, w okręgu południowobackim, w gminie Vrbas. W 2011 roku liczyła 3541 mieszkańców.